# Sofiya Yurchanka
Sofiya Yurchanka –en bielorruso, Софія Юрчанка– es una deportista bielorrusa que compite en piragüismo en la modalidad de aguas tranquilas. Ganó tres medallas en el Campeonato Mundial de Piragüismo, en los años 2014 y 2015, y una medalla de oro en el Campeonato Europeo de Piragüismo de 2014.

## Palmarés internacional
| Campeonato Mundial | Campeonato Mundial     | Campeonato Mundial | Campeonato Mundial |
| Año                | Lugar                  | Medalla            | Competición        |
| ------------------ | ---------------------- | ------------------ | ------------------ |
| 2014               | Moscú (Rusia)          | Medalla de plata   | K2 1000 m          |
| 2014               | Moscú (Rusia)          | Medalla de bronce  | K1 4 × 200 m       |
| 2015               | Milán (Italia)         | Medalla de plata   | K2 1000 m          |
| Campeonato Europeo |                        |                    |                    |
| Año                | Lugar                  | Medalla            | Competición        |
| 2014               | Brandeburgo (Alemania) | Medalla de oro     | K2 1000 m          |